# Ekonomika Ghany
Ekonomika Ghany má bohaté a rozmanité zdroje, zahrnující výrobu a vývoz digitálních technologií, výrobu aut a lodí a vývoz různých uhlovodíků a průmyslových materiálů. Ghana má jedno z nejvyšších HDP na obyvatele a v západní Africe. V roce 2011 byla Ghana nejrychleji rostoucí ekonomikou na světě.
Ghanská domácí ekonomika se v roce 2012 zaměřovala na služby, které představovaly 50 % HDP a zaměstnávaly 28 % pracovní síly. Vedle průmyslu zahrnující těžbu minerálů a ropy je průmyslový rozvoj v Ghaně je spojován s plasty (výroba židlí, plastových tašek, břitev a per). V roce 2013 bylo 53,6 % ghanské pracovní síly zaměstnáno v zemědělství.
V červenci 2007 byla ghanská měna cedi redominována na ghanský cedi, kde 1 ghanský cedi = 10 000 cedi.
Ghana je také druhým největším producentem zlata v Africe (po Jižní Africe) a druhým největším producentem kakaa (po Pobřeží slonoviny). Také je bohatá na diamanty, mangan, bauxit a ropu.  Většina dluhu Ghany byla splacena v roce 2005, ale vláda poté nešetřila s financemi. Ve spojení s propadem cen ropy to vedlo k ekonomické krizi.

## Daně
Hlavní spotřební daní v Ghaně je daň z přidané hodnoty (DPH). Zdaňování začalo v roce 1998, kdy daň měla pouze jednu hodnotu, v roce 2007 vstoupila do režimu vícenásobná daň. V roce 1998 byla daň 10 %, o 2 roky později se zvýšila na 12,5 %. Maximální sazba daně z příjmu byla navýšena na 35 %. Dalšími daněmi jsou daně z kapitálového příjmu. Celkové daňové zatížení z celkového domácího zisku Ghany bylo v roce 2020 17,6 %. Veřejný dluh Ghany v roce 2020 dosahoval 59,6 % HDP.

## Průmysl
Průmysl v Ghaně tvoří cca 24,5 % celkového HDP. Nejdůležitějšími průmyslovými odvětvími v Ghaně jsou elektronický průmysl, automobilový průmysl, lehký průmysl, výroba hliníku, zpracování jídla, zpracování cementu a výroba malých lodí.
Rlg Communications jsou první společností pocházející z Afriky, která sestavuje notebooky, stolní počítače a mobilní telefony. Je současně také největší západoafrickou společností distribuující informační a komunikační technologie.
Automobilový průmysl v Ghaně začal výrobou prototypu SUV SMATI Turtle 1, který je uzpůsoben pro drsný africký terén. Prototyp byl vytvořen v průmyslové oblasti Suame Magazine v blízkosti města Kumasi.
V textilním průmyslu se v Ghaně pohybují společnosti Akosombo Textiles Limites (ATL), Tex Style Ghana Limited (GTP), Printex Ghana a Ghana Textile Manufactoring Company (GTMC). GTP, která funguje od roku 1966 se potýká s kopírováním jejich stylů Čínou a dalšími asijskými společnostmi, které textilní výrobky dovážejí zpátky do Ghany a snižují cenu výrobků produkovaných v Ghaně. Koronavirová krize v roce 2020 zapříčinila pro GTP pokles prodeje z 1 milionu yardů na méně než 100 000.
Ghana National Petroleum Corporation a Ghana Oil Company se zabývají těžbou a zpracováním ropy.

## Telekomunikace
Telekomunikace v Ghaně zahrnují rádio, televizi, pevné linky, mobilní telefony a internet. Díky liberální politice kolem informačních a komunikačních technologií jde o hlavní ekonomický sektor Ghany.
Na konci ledna 2020 byl celkový počet registrovaných telefonních čísel 41 380 751. V porovnáním s prosincem 2019, kdy tato hodnota dosahovala 40 857 007, se jedná o nárůst o 1,28 %. Jedná se o penetraci až 136,79 %.
Vedoucím telekomunikačním operátorem, s 23 150 485 uskutečněnými hovory, reprezentující 55,95 % z celkového počtu, je MTN. Dalšími operátory jsou Vodafone (21,93 %), AirtelTigo (20,69 %) a Glo s 1,75% podílem na trhu.
Masová média v Ghaně jsou jedny z nejliberálnějších, řadí se mezi tři nejsvobodnější v Africe a 30. na světě v indexu svobody tisku. Ve své ústavě Ghana zakazuje cenzuru a garantuje samostatnost masových médii.
Ghana byla jednou z prvních zemí v Africe, které se připojily k World Wide Webu. V roce 2013 bylo v Ghaně 137 poskytovatelů internetu.

## Energie
V prosinci 2012 Ghana získala 49,1 % své energie z obnovitelných zdrojů. Část z toho exportovala do sousedních zemí. Mezi obnovitelné zdroje v Ghaně se řadí dřevěná, vodní, solární, větrná paliva, biopaliva a energie z odpadu.

### Solární energie
Ghana, která je ideální pro solární energii vzhledem k její poloze, zahájila výstavbu solárních elektráren s cílem stát se první zemí, která získá 6 % své energie ze solární energie.

### Větrná energie
Ghana má větrné elektrárny třídy 4-6. V Ghaně se nachází několik míst se silným větrem jako jsou Nkwanta, pláně Akkra a hory Kwahu a Gambaga. Maximální energie, kterou lze využít z dostupných ghanských větrných zdrojů pro elektřinu, je odhadovaná na přibližně 500-600 GWh za rok.  Což není mnoho, když uvážíme, že v roce 2011 vyrobila největší vodní přehrada Akosombo 6495 GWh elektrické energie. Kromě celkové produkce z geotermální energie, byla v roce 2011 celkově vyrobená energie 11 200 GWh. 

### Bioenergie
Ghana zavedla mechanismy k přilákání investic do odvětví biomasy a bioenergie, aby povzbudila rozvoj venkova, vytvořila pracovní místa a chránila devize. Hlavními existujícími investicemi do bioenergetického subsektoru v oblastech produkce jsou doprava, skladování, distribuce, prodej, marketing a vývoz.
Cílem Ghany v oblasti bioenergie, jak je formulováno politikou energetického sektoru, je modernizovat a zkoumat výhody bioenergie na udržitelném základě. Biomasa je hlavním zdrojem energie v Ghaně, pokud jde o dotace a spotřebu, přičemž dvěma primárními spotřebovanými biopalivy jsou ethanol a bionafta. V roce 2012 proto vypracovalo ghanské ministerstvo energetiky strategii a plán rozvoje energetického sektoru. Hlavní body strategie jsou udržení rozvoje a efektivní využívání dřevěných paliv tak, aby jejich využívání nevedlo k odlesňování.
Plán by měl podpořit investice soukromého sektoru do pěstování surovin pro biopaliva, těžby biooleje a její rafinace na druhotné produkty, čímž by se vytvořily finanční a daňové pobídky. Ghanský zákon o obnovitelné energii (The Ghana Renewal Energy Act) umožňuje nezbytné fiskální pobídky pro rozvoj obnovitelné energie soukromým sektorem. Zároveň se detailně zabývá kontrolou a řízením projektů biopaliv a dřevních paliv. Ghanský národní úřad pro ropu (National Petroleum Authority – NPA), podle zákona o obnovitelných zdrojích z roku 2011, byl pověřený stanovením cen ghanských biopaliv v souladu s předepsanými cenami ropy.
Kvůli klimatické změně a globální ekonomické turbulenci se stalo naléhavé mezi politiky a odborníky přes průmysl a rozvoj najít udržitelné a životaschopné řešení v oblasti biopaliv.

### Spotřeba energie
Výroba elektřiny je jedním z klíčových faktorů pro dosažení rozvoje ghanské národní ekonomiky, která je charakteristická její agresivní a rychlou industrializací. Ghanská národní spotřeba elektrické energie v roce 2009 činila 265 kilowattů na obyvatele. Výpadky dodávky elektřiny z důvodu nedostatku elektřiny vedly ke zvýšení zájmu o obnovitelné zdroje.

## Turismus
Ministerstvo turismu (kultury a kreativních umění) reguluje turismus v zemi a vláda se zajímá o podporu a další rozvoj cestovního ruchu. Turismus přispěl 4,9 % HDP v roce 2009 přilákáním okolo 500 000 návštěvníků. Turistické destinace zahrnují ghanské hrady a pevnosti, národní parky, pláže, přírodní rezervace a památky na seznamu světového dědictví. Lákadlem je také festival PANAFEST, který je ukázkou ghanské kultury.
V roce 2011 označil magazín Forbes Ghanu za 11. nejpřátelštější zemi světa. Toto tvrzení bylo založeno na průřezovém průzkumu mezi turisty v roce 2010. Ze všech zemí na africkém kontinentu, které byly do průzkumu zapojeny, se Ghana umístila nejlépe. Ghaně patří 44. místo v seznamu bezpečnosti v zemích (pro porovnání Česko je na 11. místě (údaj z roku 2019)).
Ke vstupu do země je potřeba mít platné vízum vydané vládou Ghany, výjimkou jsou určití podnikatelé na obchodních cestách.

## Zemědělství
Zemědělství v Ghaně je založeno na různých zemědělských produktech a je zavedeným ekonomickým sektorem. Zemědělství poskytuje zaměstnání na formální i neformální bázi. Díky různým klimatickým zónám, ve kterých se Ghana nachází, produkuje různé plodiny. Mezi hlavní plodiny patří např. rýže, kukuřice, banány, proso, nebo čirok. Na rozdíl od dalších odvětví jako je lesnictví, rybolov nebo chov hospodářských zvířat mají plodiny klíčovou roli v zemědělství Ghany. V roce 2013 zemědělství poskytovalo práci 53,6 % z celkové pracovní síly v Ghaně.
Je možné, že kvůli současným klimatickým změnám bude mít zemědělství v Ghaně problémy, jelikož je postavené na deštích v zemi, díky kterým jsou produkovány plodiny a suroviny.

## Ghana: Vize 2020 a industrializace
Ghana chce pomocí ekonomického programu „Ghana: Vision 2020“ dosáhnout svých cílů, jako je zrychlení ekonomického růstu a zlepšení kvality života pro své obyvatele, kdy chtějí využít soukromých investic, rychlou a agresivní industrializaci a v neposlední řadě přímé a tvrdé úsilí, které má pomoci ke zmírnění chudoby. Plány byly představeny vládní zprávou v roce 1995. Pokračuje znárodňování státních podniků, kdy přibližně dvě třetiny z celkového počtu 300 polostátních společností vlastní vláda Ghany.  Dalšími reformami, v rámci vládního programu strukturálního přeorganizování, jsou kontroly kurzů směny měn a zvýšení omezení dovozu.
Program Ghana: Vision 2020, předvídá politickou stabilitu a úspěšnou stabilizaci ekonomiky. Realizace Vize 2020 počítá s politickou agendou pro růst soukromého sektoru, investováním do sociálních služeb, infrastruktury a industrializace. Projekce ukazuje, že cíle Ghany, tj. dosažení vysocepříjmové ekonomiky a nově industrializované země, by měly být dosažitelné mezi lety 2020 až 2039.

## Ekonomická transparentnost
Soudní systém v Ghaně se vypořádává s korupcí, nekalými hospodářskými praktikami a nedostatkem ekonomické transparentnosti. Korupce je v Ghaně běžná od její nezávislosti, je ale nižší než v jiných zemích v regionu. I přes významný ekonomický pokrok tam zůstávají překážky. U konkrétních institucí jsou potřeba reformy, je třeba vylepšit i oblast vlastnických práv. V celkovém investičním režimu v Ghaně chybí tržní transparentnost. Řešení těchto problémů bude důležité pro další rychlý hospodářský vývoj v Ghaně.